# 金平 (足球运动员)
金平（1983年1月11日—），中国足球运动员，司职中场，现效力于中超球队青岛中能。
金平从青岛海牛梯队进入一队，2003年转会至同城青岛海利丰，之后多年成为球队中场主要人选，能司职多个位置。2009年，青岛中能时隔六年又将其签回了球队。